# Mont-Saint-Remy
Mont-Saint-Remy település Franciaországban, Ardennes megyében. Lakosainak száma 53 fő (2022. január 1.). Mont-Saint-Remy Cauroy, Dricourt, Machault, Pauvres és Ville-sur-Retourne községekkel határos.

## Népesség
A település népességének változása:
| Lakosok száma | 62   | 62   | 45   | 50   | 53   | 54   | 56   | 57   | 58   | 53   |
|               | 1968 | 1982 | 1990 | 2006 | 2013 | 2015 | 2017 | 2019 | 2020 | 2022 |